# 회선정터
회선정터는 대한민국 전라남도 강진군 병영면 하고리에 있다. 2004년 11월 1일 강진군의 향토문화유산 제17호로 지정되었다.

## 개요
하고마을 뒷산(속칭 섬등)에 있으며 면적은 124평 정도이다. 동국여지승람에 강진군 최초의 정자로 기록되어 있으며, 주변에는 100년생 해송 10여 그루가 생장하고 있다.